# LOST FILES
『LOST FILES』（ロストファイルズ）は、菊田裕樹が過去の未発表曲と新曲に近い楽曲を一つのコンセプトでまとめ上げたオリジナルアルバム。全18曲。2006年4月1日リリース。
菊田が手掛けた購入可能なCD作品としてのリリースは、クーデルカのオリジナルサウンドトラック以来7年ぶり。
「LOST FILES」とは、長年菊田のフロッピーやハードディスクに眠っていた楽曲データの数々という意味。
フュージョン風のポップな感じの「Mona Lisa Over Drive」「Newromancer」やファミコン風味の「流れ星をつかまえろ」「祈りの海」や10分にもおよぶ「何かが道をやってくる」、物語仕立ての「天霊島奇譚」やオーソドックスなファンタジーを表現した「エルフランドの王女」など、さまざまな種類の楽曲が盛り込まれている。

## 曲リスト
1. Mona Lisa Over Drive (02:06)
2. Newromancer (01:53)
3. Burning Chrome (01:59)
4. 流れ星をつかまえろ (01:46)
5. 祈りの海 (01:30)
6. 何かが道をやってくる (10:13)
7. どこまでいけばお茶の時間 (02:16)
8. ナイトムーヴス (03:01)
9. アインシュタイン交点 (01:31)
10. 暗闇のスキャナー (01:48)
11. ささやかだけれど、役に立つこと (01:24)
12. 天霊島奇譚 パート1 (04:21)
13. 天霊島奇譚 パート2 (03:11)
14. 天霊島奇譚 パート3 (02:55)
15. 天霊島奇譚 パート4 (03:13)
16. 天霊島奇譚 パート5 (02:42)
17. 天霊島奇譚 パート6 (03:49)
18. エルフランドの王女 (05:06)